# ボズワースの戦い
ボズワースの戦い（Battle of Bosworth）もしくはボズワース・フィールドの戦い（Battle of Bosworth Field）は、15世紀イングランド王国の薔薇戦争中の重要な戦闘である。この戦いは1485年8月22日に、ヨーク派の国王リチャード3世と、対抗して王位を争ったランカスター派のリッチモンド伯ヘンリー・テューダー（後のイングランド王ヘンリー7世）の間で行われた。この戦いは、リチャード3世の戦死による敗北と、ヘンリーによるテューダー朝樹立という結果で幕を閉じる。
実際にはその数年の後に、ヨーク派を自称して王位奪還を目論む勢力との戦闘はあったが、歴史的にはこの戦闘をもって「薔薇戦争の終結」としている（厳密にはこの時点のヘンリー・テューダーは、これ以前の反逆罪によってリッチモンド伯の称号を剥奪されている。この状態は、即位後に自ら再叙勲するまで続く）。

## 開戦までの動き
1471年のテュークスベリーの戦いの大敗北を受けてフランスに身を隠していたヘンリーは、同年8月7日、イングランド王になるために少数の兵（その多くはフランスの傭兵）とともに故郷のペンブルクシャーに上陸した。リチャード3世はそれまでにもランカスター派の軍と戦ってきたが、この戦いが最後の戦いになる。対するヘンリーは軍事経験にこそ乏しかったが、味方として、共に経験豊かで才知にも長けた、叔父であるペンブルク伯ジャスパー・テューダー（後のベッドフォード公爵）とオックスフォード伯を伴っていた。
ヘンリーは父の地元のウェールズを駆け巡って支持者を集め、中部地方に到着した時には推定5,000人の兵を集めていた。それに対してリチャード3世は、約8,000人を動員できた。
戦いの勝敗を決したのは、ウィリアム・スタンリー卿（Sir William Stanley）とトマス・スタンリー男爵のスタンリー兄弟の動向であった。トマス・スタンリーはヘンリーの継父にあたるので、リチャード3世にしてみれば信用しすぎるのは危険ではあったが、リチャードはその配慮に欠き、兄弟の継続的な忠誠心に依存しきっていたといえる。
戦場は、レスターシャーのサットン・チェイニー（Sutton Cheney）とマーケット・ボズワース（Market Bosworth）の近くであった。詳細な場所については、しばしば「戦場はダドリントン（Dadlington）とストーク・ゴールディング（Stoke Golding）に近いところだった」とする説得力のある説が出されるなど、歴史学者の間で議論の的になっている。　ただ、リチャード3世が開戦前夜に野営した場所がアンビオン・ヒル（Ambion Hill）だった、という点に関しては、大方の意見が一致している。　もう1つの説は、実際の戦場がそこから10kmほど西の、ウォリックシャーのアザーストーン（Atherstone）の北にあるメアベール（Merevale）であるというものである。確かに、戦闘の後に国王側からアザーストーンの街に対して賠償金が支払われている。
戦闘はリチャード3世の本隊とヘンリーのフランス傭兵隊との交戦から始まった。ノーサンバランド伯ヘンリー・パーシーとスタンリー兄弟の軍は、両陣営の主力軍から少し離れた所に陣取っていた。彼らは戦闘の決着が見えるまでどちらにも就かないという、詐欺的ともいえる慎重さを示した。リチャード3世としては、スタンリー兄弟が味方しないまでもせめて中立を保つように、人質を取っていた。

## 戦闘の経過
戦闘は約2時間続き、序盤はリチャードの軍に有利だった。不幸にもウィリアム・スタンリー卿、トマス・スタンリー卿は積極的に参戦はせず、ヘンリーの側について参戦することに決めた。
リチャードの軍は先にアンビオン・ヒルに到着して兵士たちも休養が充分だったのに対して、ヘンリーの軍は足元がでこぼこの地面の上に整列するのにさえ手こずっていた（この理由については明確ではない）。リチャードは、おそらく混乱に陥ったランカスター派を徹底的に負かして、それから突進したのかも知れない。だが、結果的にこの突出が失敗につながった。
ヘンリーは準備が整うと、リチャードを丘の上から引き摺り下ろすために大砲と弓矢の間接攻撃を行った。リチャードの軍が突進する時、リチャードは右翼軍を指揮するノーサンバランド伯に戦闘に参加するよう命令を出した。だが、相変わらず中立を保つノーサンバランド伯は自らの軍隊をとどめて、この命令を拒否した（この行動によって、この日彼は逮捕されるが、間もなく新しいヘンリー7世によって釈放され、全ての爵位と所領を認められている）。戦闘の行方をヘンリー優勢に導いたのは、近くに待機していたスタンリー卿の決定であった。
リチャードの部隊指揮官であるノーフォーク公ジョン・ハワードが戦死し、中立を保っていたスタンリー卿とノーサンバランド伯も相手方に就いたため、リチャードは戦況をひっくり返すために勇敢な（だが自殺行為とも言える）突撃を敢行した。突撃する先は、主戦場から離れた所に帯陣していたヘンリーの部隊である。この突撃で、リチャードはヘンリーの旗手であるウィリアム・ブランドンを殺すほどに深く切り込んだ。だが、リチャードの視界にヘンリーが入ってきた時、スタンリー卿の軍隊が割って入って、リチャードの軍を包囲した。ここで、リチャード3世は戦死する。32歳であった。
イングランド国王として戦死したのはリチャードが2番目であり（1番目は1066年のヘイスティングズの戦いでハロルド2世がノルマディー公ギヨームに殺された）、最後の王となる。リチャードの遺体は、不名誉にも勝利者によって埋葬された。
この戦闘によって、薔薇戦争の決着がついたといえる（実際にはこの2年後にストーク・フィールドの戦いが行われる）。

## 結果
ヘンリー・テューダーは戴冠してヘンリー7世となり、イングランドに118年続くテューダー朝を樹立する。ヘンリーはボズワースでヨーク派に加担した兵を反逆罪に問うために、即位してすぐに統治開始の日付を（この戦闘よりも前に）遡らせた。
ヘンリー7世は1485年に即位した時点では、過去の反逆罪で私権を剥奪された状態にあり、自身の遺産相続権も凍結されていた。だがそれは即位によって消滅した。この後、議会は「ボズワースでヘンリー国王に対抗した者は反逆者である」と宣言した。トマス・スタンリーは10月にダービー伯爵に叙位された。
リチャード3世の遺体はレスターへ運ばれて晒し者にされた後、当地へ埋葬された。埋葬場所は長らく不明であったが、2012年に発掘された。
ノーサンバランド伯は1489年4月28日、ヨークシャーにある自らの別邸で殺された。フランスからのブルターニュ防衛（当時この地域はイングランド領）のための重税に抗議する暴徒に殺されたのであるが、もう一つの理由は、ヨークシャーでリチャード3世の人気が依然高く、その死の原因がノーサンバランド伯の裏切りにあったためである。

## 場所
この戦闘の後、「ボズワースの戦い」という名前が定着するまでしばらく、この戦いは「リドモアの戦い」（Battle of Redemore）と呼ばれていた。このことから、戦闘はアンビオン・ヒルではなく、同じ地域の葦の生い茂った（reedy）荒地（moor）（リィーディ・ムーア：reedy moor）で行われたものと推測される。この戦闘が実際に行われた場所の研究は長く続き、21世紀の初めまで続いている。

## 大衆文化
この戦闘は、シェイクスピアの戯曲「リチャード三世」の見せ場である。しかしこのシーンは、多分にシェイクスピアの創作（さもなくば戯曲以外に記録がないか）と思われる。劇中で、リチャードは突撃の後に落馬して叫ぶ。「馬を! 馬をよこせ! 代わりに我が王国をくれてやる!」と。そして彼の王冠はサンザシの茂みから取り上げられ、ヘンリーの許に届く。だが実際のリチャードは、兵士が王を見分けるための頭飾りを兜に着けたかも知れないが、王冠は着けてなかったであろう。